# Frye Island
Frye Island ist eine Town im Cumberland County des Bundesstaates Maine in den Vereinigten Staaten. Die Town befindet sich auf der Insel Frye Island im  Sebago Lake. Im Jahr 2020 lebten dort 32 Einwohner in 654 Haushalten, in den Vereinigten Staaten werden zu den Haushalten auch Ferienwohnungen, Zweithaushalte usw. mitgezählt, auf einer Fläche von 4,1 km².

## Geografie
Nach den Angaben des United States Census Bureaus hat Frye Island eine Fläche von 4,1 km², wovon 3,5 km² aus Land und 0,6 km² aus Gewässern bestehen.

### Geografische Lage
Die Town Frye Island befindet sich auf der Insel Frye Island im Sebago Lake. Die Insel ist über eine Fähre vom benachbarten Raymond erreichbar. Die Oberfläche der Insel ist eben, mit einigen kleinen Seen.

### Nachbargemeinden
Alle Entfernungen sind als Luftlinien zwischen den offiziellen Koordinaten der Orte aus der Volkszählung 2010 angegeben.
- Norden: Casco, 4,4 km
- Nordosten: Raymond, 6,6 km
- Osten: Windham, 12,9 km
- Süden: Standish, 7,3 km
- Westen: Baldwin, 24,9 km
- Nordwesten: Sebago, 14,9 km

### Stadtgliederung
Es gibt auf Frye Island nur die Siedlung Frye Island. Die Insel wird hauptsächlich als Ferienregion genutzt.

### Klima
Die mittlere Durchschnittstemperatur auf Frye Island liegt zwischen −7,8 °C (18° Fahrenheit) im Januar und 20,0 °C (68° Fahrenheit) im Juli. Damit ist der Ort gegenüber dem langjährigen Mittel der USA um etwa 9 Grad kühler. Die Schneefälle zwischen Oktober und Mai liegen mit bis zu zweieinhalb Metern mehr als doppelt so hoch wie die mittlere Schneehöhe in den USA; die tägliche Sonnenscheindauer liegt am unteren Rand des Wertespektrums der USA.

## Geschichte
Frye Island gehörte zu dem Gebiet, welches 1750 als Grant an Capitain Humphrey Hobbs und Moses Pearson und ihre Männer für die Leistungen bei der Belagerung von Louisburg vergeben wurde. Frye Island, benannt nach Captain Joseph Frye wurde am 1. Juli 1998 eine selbständige Town.

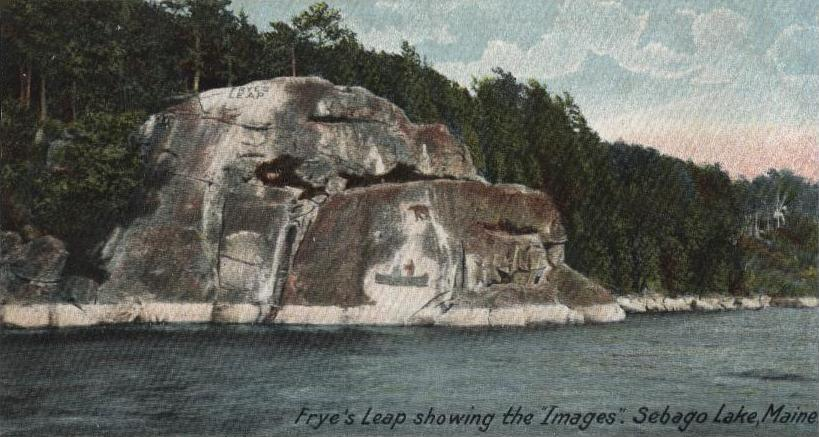
Fry's Leap 1905

Eine sehr bekannte Legende ist die Geschichte von Captain Frye und seiner Flucht aus der Gefangenschaft der Indianer. Nachdem er gefangen genommen war, kam Captain Frye auf einen großen Felsen, der heute unter dem Namen Frye's Leap bekannt ist. Von dort gab es keinen Weg weg, nur durch einen Sprung ins Wasser und das Durchschwimmen des Kanals nach Frye Island konnte er sein Leben retten. Heute finden sich immer wieder Menschen ein, die diesen Sprung und die Flucht nachstellen möchten, doch dies ist gefährlich und verboten.
Frye Island ist zumeist bewaldetet und rund 404,68 Hektar (1000 Acre) groß. Es gibt etwa 35 km Feldwege. Die Höchstgeschwindigkeit beträgt 32 km/h (20 mph). Viele der Häuser sind am Wasser mit Blick auf den Sebago Lake gebaut. Auf der Insel gibt es zwei Jachthäfen, verschiedene Sport- und Freizeitanlagen, elf öffentliche Strände, ein Lebensmittelgeschäft, ein Eisstand, ein Restaurant mit Bar und ein Golfclub.

### Einwohnerentwicklung
| Volkszählungsergebnisse – Town of Frye Island, Maine | Volkszählungsergebnisse – Town of Frye Island, Maine | Volkszählungsergebnisse – Town of Frye Island, Maine | Volkszählungsergebnisse – Town of Frye Island, Maine | Volkszählungsergebnisse – Town of Frye Island, Maine | Volkszählungsergebnisse – Town of Frye Island, Maine | Volkszählungsergebnisse – Town of Frye Island, Maine | Volkszählungsergebnisse – Town of Frye Island, Maine | Volkszählungsergebnisse – Town of Frye Island, Maine | Volkszählungsergebnisse – Town of Frye Island, Maine | Volkszählungsergebnisse – Town of Frye Island, Maine |
| Jahr                                                 | 2000                                                 | 2010                                                 | 2020                                                 | 2030                                                 | 2040                                                 | 2050                                                 | 2060                                                 | 2070                                                 | 2080                                                 | 2090                                                 |
| ---------------------------------------------------- | ---------------------------------------------------- | ---------------------------------------------------- | ---------------------------------------------------- | ---------------------------------------------------- | ---------------------------------------------------- | ---------------------------------------------------- | ---------------------------------------------------- | ---------------------------------------------------- | ---------------------------------------------------- | ---------------------------------------------------- |
| Einwohner                                            |                                                      | 5                                                    | 32                                                   |                                                      |                                                      |                                                      |                                                      |                                                      |                                                      |                                                      |

## Wirtschaft und Infrastruktur

### Verkehr
Frye Island ist nur per Schiff erreichbar. Auf der Insel gibt es mehrere Straßen, die zur Town gehören.

### Öffentliche Einrichtungen
In Frye Island gibt es keine medizinischen Einrichtungen. Die nächstgelegenen Krankenhäuser für die Bewohner und Gäste von Frye Island befinden sich in Gorham, Westbrook und Portland.

### Bildung
Frye Island gehört mit Buxton, Hollis, Standish und Limington zum Maine School Administrative District 6.
Im Distrikt werden folgende Schulen angeboten:
- Bonny Eagle High School in Standish
- Bonny Eagle Middle School in Buxton
- Buxton Center Elementary School in Buxton
- Edna Libby Elementary School in Standish
- George E Jack School in Standish
- H B Emery Junior Memorial School in Limington
- Hollis Elementary School in Hollis
- Steep Falls Elementary School in Standish